# Anadolu Rangers 2023
Questa voce raccoglie le informazioni riguardanti gli Anadolu Rangers nelle competizioni ufficiali della stagione 2023.

## 1. Lig 2023

### Stagione regolare
| Eskişehir 24 giugno 2023, ore 18:00 1ª giornata | Anadolu Rangers | 14 – 17 | İzmir Halcyons | Muttalip Spor Kompleksi |

| Istanbul 8 luglio 2023, ore 19:00 2ª giornata | ITÜ Hornets | 8 – 6 | Anadolu Rangers | Yıldız Teknik Üniversitesi |

| Eskişehir 15 luglio 2023, ore 18:00 3ª giornata | Anadolu Rangers | 7 – 25 | Boğaziçi Sultans | Muttalip Spor Kompleksi |

| Istanbul 22 luglio 2023, ore 20:00 4ª giornata | Koç Rams | 39 – 7 | Anadolu Rangers | Koç Üniversitesi Korumalı Futbol Sahası |

| Eskişehir 12 agosto 2023, ore 18:00 5ª giornata | Anadolu Rangers | 6 – 29 | ODTÜ Falcons | Muttalip Spor Kompleksi |

| Ankara 20 agosto 2023, ore 16:30 6ª giornata | Gazi Warriors | 12 – 9 (d.t.s.) | Anadolu Rangers | Hacettepe Üiversitesi Beypepe Stadyumu |

| Eskişehir 26 agosto 2023, ore 18:00 7ª giornata | Anadolu Rangers | 6 – 32 | Istanbul Bisons | Muttalip Spor Kompleksi |

## Statistiche di squadra
| Competizione      | %Vittorie | In casa | In casa | In casa | In casa | In casa | In casa | In trasferta | In trasferta | In trasferta | In trasferta | In trasferta | In trasferta | Totale | Totale | Totale | Totale | Totale | Totale |
| Competizione      | %Vittorie | G       | V       | N       | P       | Pf      | Ps      | G            | V            | N            | P            | Pf           | Ps           | G      | V      | N      | P      | Pf     | Ps     |
| ----------------- | --------- | ------- | ------- | ------- | ------- | ------- | ------- | ------------ | ------------ | ------------ | ------------ | ------------ | ------------ | ------ | ------ | ------ | ------ | ------ | ------ |
| Stagione regolare | .000      | 4       | 0       | 0       | 4       | 33      | 103     | 3            | 0            | 0            | 3            | 22           | 59           | 7      | 0      | 0      | 7      | 55     | 162    |
| Totale            | .000      | 4       | 0       | 0       | 4       | 33      | 103     | 3            | 0            | 0            | 3            | 22           | 59           | 7      | 0      | 0      | 7      | 55     | 162    |